# Заострог
Заострог је насељено место у саставу општине Градац, Сплитско-далматинска жупанија, Република Хрватска.

## Историја
Умро је 1760. године у месту фра Андрија Качић Миошић, Србин католик, фрањевац, песник.
Умро је 1760. године у месту фра Андрија Качић Миошић, Србин католик, фрањевац, песник.
Код Заострога је брдо Витер, на којем су рушевине старог града, које је локално народно предање (крајем 19. века и раније) приписивало Југовићима. Тако фра Иван Деспот, који је већ прихватио хрватску националну свест, пише: На Витеру моме златили се порушени Југовића двори. И Лазар Томановић спомиње исто предање: ...вити Витер, његова осебина, на ком су остаци старог града, по предању Југовића двори. 
До територијалне реорганизације у Хрватској налазио се у саставу старе општине Макарска.

## Становништво
На попису становништва 2011. године, Заострог је имао 330 становника.
| Број становника по пописима | Број становника по пописима | Број становника по пописима | Број становника по пописима | Број становника по пописима | Број становника по пописима | Број становника по пописима | Број становника по пописима | Број становника по пописима | Број становника по пописима | Број становника по пописима | Број становника по пописима | Број становника по пописима | Број становника по пописима | Број становника по пописима | Број становника по пописима |
| --------------------------- | --------------------------- | --------------------------- | --------------------------- | --------------------------- | --------------------------- | --------------------------- | --------------------------- | --------------------------- | --------------------------- | --------------------------- | --------------------------- | --------------------------- | --------------------------- | --------------------------- | --------------------------- |
| 1857                        | 1869                        | 1880                        | 1890                        | 1900                        | 1910                        | 1921                        | 1931                        | 1948                        | 1953                        | 1961                        | 1971                        | 1981                        | 1991                        | 2001                        | 2011                        |
| 535                         | 598                         | 633                         | 683                         | 706                         | 716                         | 698                         | 585                         | 354                         | 365                         | 327                         | 315                         | 254                         | 270                         | 372                         | 330                         |

### Попис1991.
На попису становништва 1991. године, насељено место Заострог је имало 270 становника, следећег националног састава:
| Попис 1991.‍  | Попис 1991.‍  | Попис 1991.‍ | Попис 1991.‍ | Попис 1991.‍ |
| ------------ | ------------ | ----------- | ----------- | ----------- |
|              |              |             |             |             |
| Хрвати       | Хрвати       |             | 232         | 85,92%      |
| Југословени  | Југословени  |             | 14          | 5,18%       |
| Срби         | Срби         |             | 9           | 3,33%       |
| Муслимани    | Муслимани    |             | 5           | 1,85%       |
| Словенци     | Словенци     |             | 1           | 0,37%       |
| неопредељени | неопредељени |             | 2           | 0,74%       |
| непознато    | непознато    |             | 7           | 2,59%       |
| укупно: 270  |              |             |             |             |